# Palpostoma flavum
Palpostoma flavum är en tvåvingeart som först beskrevs av Daniel William Coquillett 1900.  Palpostoma flavum ingår i släktet Palpostoma och familjen parasitflugor. Inga underarter finns listade i Catalogue of Life.